# Vincenzo Bernardelli S.P.A.
Vincenzo Bernardelli S.P.A. – włoskie przedsiębiorstwo produkujące broń strzelecką.
Przedsiębiorstwo Bernardelli zostało założone w 1721 roku w Gardone Val Trompa przez braci Bernardelli. Stało się oficjalnie zarejestrowaną spółką w 1865 roku po zjednoczeniu Włoch. Podstawowym produktem przedsiębiorstwa były strzelby, w większości dubeltówki. W okresie międzywojennym Bernardelli produkował także pistolety kieszonkowe (w tym kopię pistoletu Walther Model 9). Po wojnie przedsiębiorstwo Bernardelli utrzymało ten profil produkcji i nadal produkuje pistolety i śrutową broń myśliwską.